# Ella Cora Hind

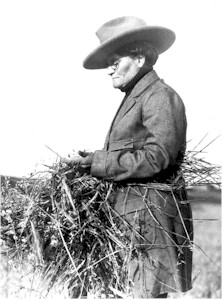
Ella Cora Hind

 Ella Cora Hind (* 18. September 1861 in Toronto, Kanada; † 6. Oktober 1942 in Winnipeg, Manitoba) war eine kanadische Journalistin, Landwirtin und Frauenrechtlerin. Sie schrieb von 1901 bis 1942 für die Manitoba Free Press und wurde bekannt für die Genauigkeit ihrer Weizenernteeinschätzungen.

## Leben und Werk
Hind war eines von drei Kindern von Edwin Hind und Jane Carroll. Hind verlor ihre Mutter im Alter von zwei Jahren und ihren Vater, als sie fünf Jahre alt war.  Nach dem Tod ihrer Mutter zogen die Kinder nach Artimisea, um bei ihrem Großvater väterlicherseits und ihrer Tante zu leben. Ihr Großvater lehrte sie über Landwirtschaft, Pferde und Vieh. Da sie mehrere Meilen von der Schule entfernt aufwuchs, wurde sie bis 1872 von ihrer Tante zu Hause unterrichtet, als eine Schule in der Nähe gebaut wurde. Ihre Familie zog schließlich nach Flesherton, Ontario, wo sie ihre Grundschulausbildung abschloss. Sie besuchte die High School am Collegiate Institute of Orillia und legte 1882 im Alter ihr Lehrerexamen dritter Klasse ab.
Nach der High School zog sie mit ihrer Tante und ihren Cousins 1882 nach Winnipeg, wo sie die Nachricht erhielt, dass sie ihren Algebra-Teil der Lehrerprüfung nicht bestanden habe. Hind wandte sich mit einem Empfehlungsschreiben ihres Onkels an den Redakteur der Manitoba Free Press, William Luxton. Luxton lehnte ihre Bewerbung mit der Begründung  ab, dass in einer Nachrichtenredaktion kein Platz für eine Frau ohne journalistische Erfahrung sei. Einige Monate später legte sie Luxton einen Artikel vor, den dieser annahm, sie jedoch nicht als Autorin anerkannte. Diese Situation führte dazu, dass sie Schreibkraft wurde und 1893 das erste öffentliche Büro für Stenografie in Westkanada eröffnete. Zu ihren Kunden zählten unter anderem Landwirte, vom Viehzüchter bis zum Getreidebauern, und Makler, da sie aufgrund ihrer Erziehung über fundierte Kenntnisse in der Landwirtschaft verfügte. Sie verfolgte die Entwicklungen in der Landwirtschaft und schickte der Zeitung oft Artikel darüber und wurde bald als Getreideexpertin bekannt.
Im Jahr 1901, bot ihr der Herausgeber der Manitoba Free Press, John Wesley Dafoe eine Stelle als Agrarredakteur an. 1904 veröffentlichte sie die erste von neunundzwanzig jährlichen Vorhersagen über die Weizenernte in der Prärie. Diese Vorhersagen wurden weltweit verwendet, um den Preis für kanadischen Weizen zu bestimmen. Sie wurde schließlich eine regelmäßig tätige Reporterin und landwirtschaftliche Redakteurin der Manitoba Free Press. Von 1935 bis 1937 reiste Hind in 27 Weizen produzierende Länder und hielt ihre Erfahrungen, einschließlich Kommentaren zu sozialen Bedingungen und historischen Assoziationen, in einer Reihe von Briefen an die Winnipeg Free Press fest. Eine Auswahl dieser Briefe wurde 1937 in ihrem Buch Seeing for myself: agricultural conditions around the world veröffentlicht. Das Buch war so erfolgreich, dass sie 1939 ein zweites Buch My travels and findings veröffentlichte.

## Einsatz in Frauenorganisationen
Hind und ihre Tante traten in die 1873 gegründete Women’s Christian Temperance Union ein. Hind gründete mit der Ärztin Amelia Yeomans den Manitoba Equal Suffrage Club, um das Leben von Frauen und Armen zu verbessern. Sie war auch Mitglied des Winnipeg-Chapters des Canadian Women’s Press Club. 1912 gründete sie mit Lillian Beynon Thomas und Nellie McClung die Manitoba Political Equality League, die sich für das Frauenwahlrecht einsetzte, welches 1916 gewährt wurde.
Hind starb am 6. Oktober 1942 und der Handel an der Getreidebörse in Winnipeg wurde zu ihrem Gedenken für zwei Minuten ausgesetzt.  Nach ihrem Tod gründete die United Grain Growers das Cora Hind Fellowship für die Forschung in der Landwirtschaft. Das Cora Hind-Stipendium für Hauswirtschaft wurde von der Manitoba Free Press ins Leben gerufen.

## Ehrungen
Die kanadische Regierung, vertreten durch den für das Historic Sites and Monuments Board of Canada zuständigen Minister, ehrte Hind am 22. September 1997 für ihr Wirken als eine der führende Verfechterin der Frauenrechte sowie als Journalistin und erklärte sie zu einer „Person von nationaler historischer Bedeutung“.
Weiterhin erhielt Hind viele Ehrungen von der Western Canada Livestock Union, den Wool Growers von Manitoba und der Canadian Society of Technical Agriculturists.
- 1935 verlieh ihr die University of Manitoba die Ehrendoktorwürde LLD.
- 1935 wurde sie zum Ehrenmitglied auf Lebenszeit des University Women’s Club ernannt
- 1964 wurde ihr Porträt in der Hall of Fame der Canadian National Exhibition in Toronto aufgehängt.[6]
- 1997 wurde in Winnipeg eine Gedenktafel aufgestellt, die Hind als National Historic Person auszeichnet.
- Hind wurde posthum in die Manitoba Agricultural Hall of Fame aufgenommen.[7]

## Veröffentlichungen (Auswahl)
- The story of the big ditch. 1912.[8]
- Seeing for myself : agricultural conditions around the world. Macmillan Co. of Canada, 1937.
- My travels and findings. Toronto: Macmillan, 1939.